# インジケーター (野球)

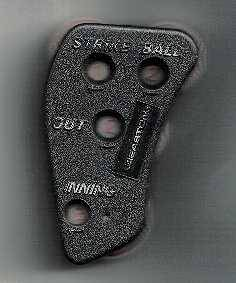
インジケーター

インジケーターとは、野球やソフトボールの球審や塁審がボールカウントを確認するために使用する道具。通称としてはゲージ、カチカチなどと呼ばれる。右手で判定サインを出すため、左手で使用する。親指でストライクを、人差し指でボールを、中指でアウトをカウントする。他にスコアやイニングをカウントできる。
アルミやプラスチックで出来ておりダイヤル式で使用する（この時の「カチッ」という音がカチカチと呼ばれる俗称の所以）機械式がほとんどであるが、デジタル表示でボタン操作の電子インジケーターも存在する。こちらはストップウォッチが内蔵されていて、試合開始からの経過時間も測定出来る。
球審は折に触れてこのインジケーターを見て、投手に現在のボールカウントを、指の数で示す（打者はスコアボードが見えるが、投手はいちいち後ろを振り返ってはいられない）。左手がボールの数、右手がストライクの数である。